# Santuario della Madonna de' Monti
Il santuario della Madonna de' Monti è posto nel comune di Casciana Terme Lari, nei pressi della località di Sant'Ermo, in territorio storicamente legato anche a Lari (nel cui comune si trovava fino al XX secolo), Crespina e Santa Luce.

## Storia
Dedicato alla Madonna patrona delle colline pisano-livornesi, la chiesa è sempre stata il luogo più importante della devozione e del senso di comunità dei popoli delle Colline Pisane-Livornesi. 
L'edificio attuale risale alla metà del XIX secolo, quando dovette esser ricostruito dopo il terribile terremoto del 14 agosto 1846. La ricostruzione venne effettuata dai popoli delle Colline in ricordo delle vittime dell'evento e in ringraziamento dello scampato pericolo.
Sull'altare oggi troviamo una raffigurazione della Madonna addolorata, iconografia tanto cara ai Toscani (in ricordo del miracolo del XIII secolo che vide protagonisti dei nobili fiorentini a cui la Madonna si dimostrò addolorata per l'egoismo dei governanti e le divisioni politiche che insanguinavano all'epoca la città toscana).
Posta su una collina, che potrebbe suggerire una antichità (precristiana, etrusca forse) del luogo di culto, vicino alla località di Gello delle Colline che nel medioevo ospitò importanti comunità di eremiti pisani dell'Ordine degli Eremiti di Sant'Agostino. Forse anche l'altra vicina località di Sant'Ermo potrebbe aver derivato il suo nome da questa presenza eremitica (se non aver qualche legame con culti precristiani legati alla divinità di Hermes).
La presenza di ex-voto dimostra quanto la Madonna de'Monti (detta anche "Madonnina dei Monti") sia stata cara ai popoli delle Colline pisano-livornesi.
A queste antiche tradizioni religiose se ne sono aggiunte altre di valore civile: negli ultimi cento anni, per esempio, fu scelta come sede di festeggiamento del Primo maggio, anche quando tale giorno non era riconosciuto dal calendario della Repubblica Italiana oppure era addirittura vietato (durante il regime mussoliniano).
Per questi vari motivi la Madonna del santuario è celebrato ancora oggi come "patrona delle Colline".
Nel 2010 è partita una campagna per il restauro del tetto e il successo dellà iniziativa ha mostrato quanto attaccamento ci sia a questa chiesa delle Colline.
Per il 25 aprile del 2012 è stata organizzata una camminata della pace e dell'armonia che è partita dalla frazione dell'Aiale (davanti ai resti di un rifugio dove durante la Seconda guerra mondiale furono uccise una decina di civili e militi USA) e si è conclusa al santuario con il canto (guidato dal parroco di Lari) della preghiera mariana Dio vi salvi Regina.

### Galleria d'immagini

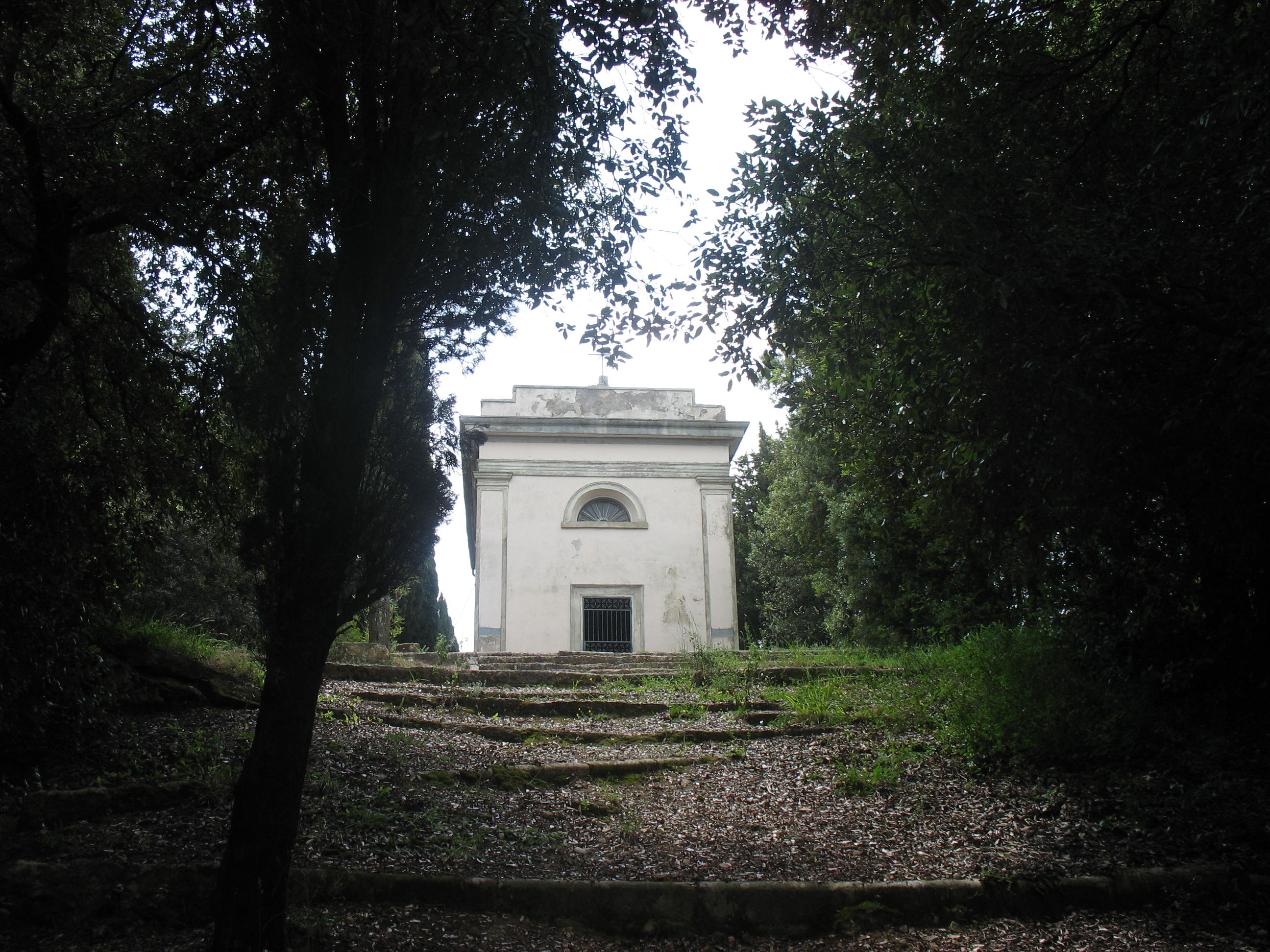
Esterno del santuario con la scalinata che porta alla chiesa
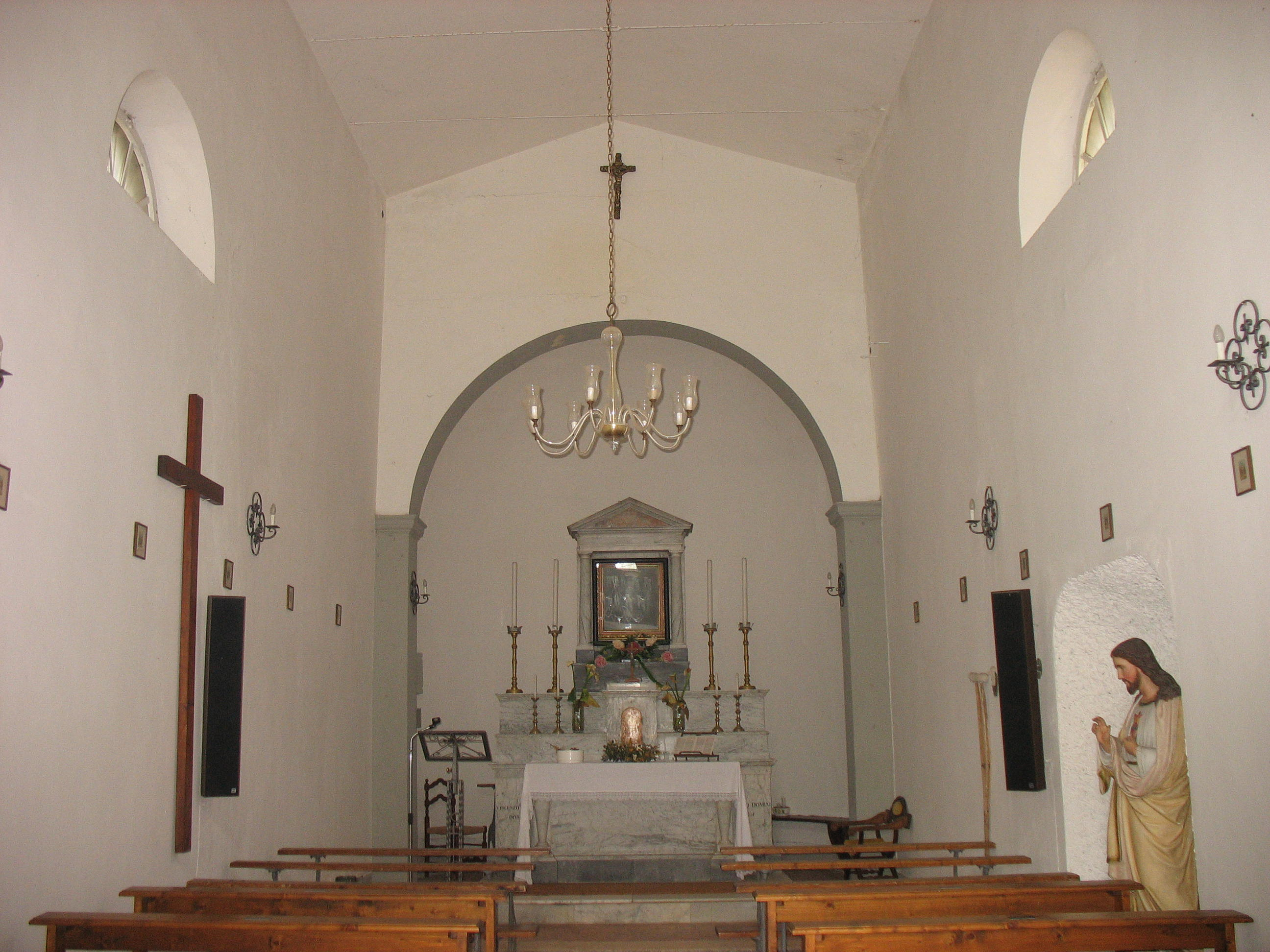
Interno del santuario
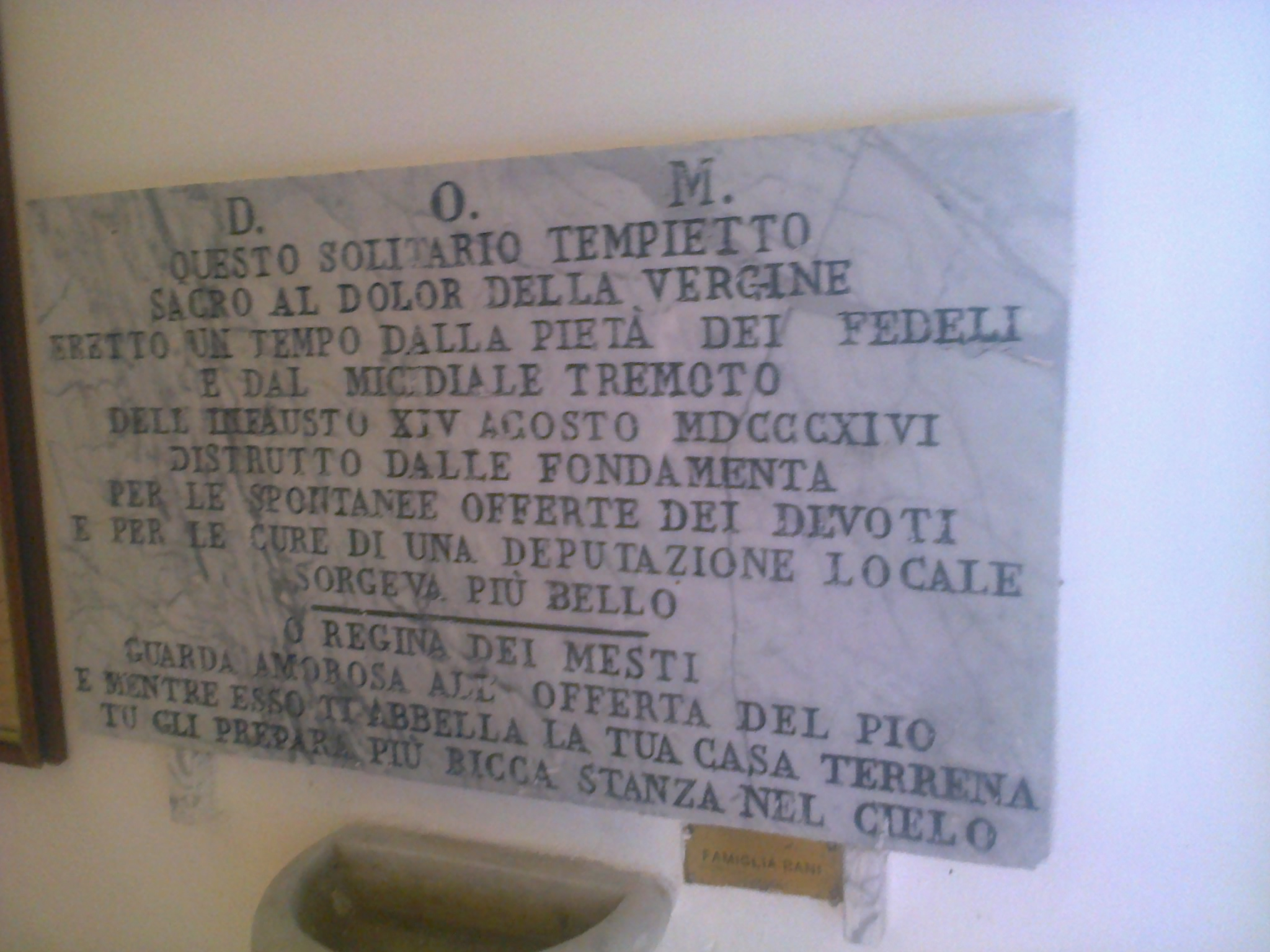
Iscrizione relativa alla ricostruzione post terremoto 14 agosto 1846
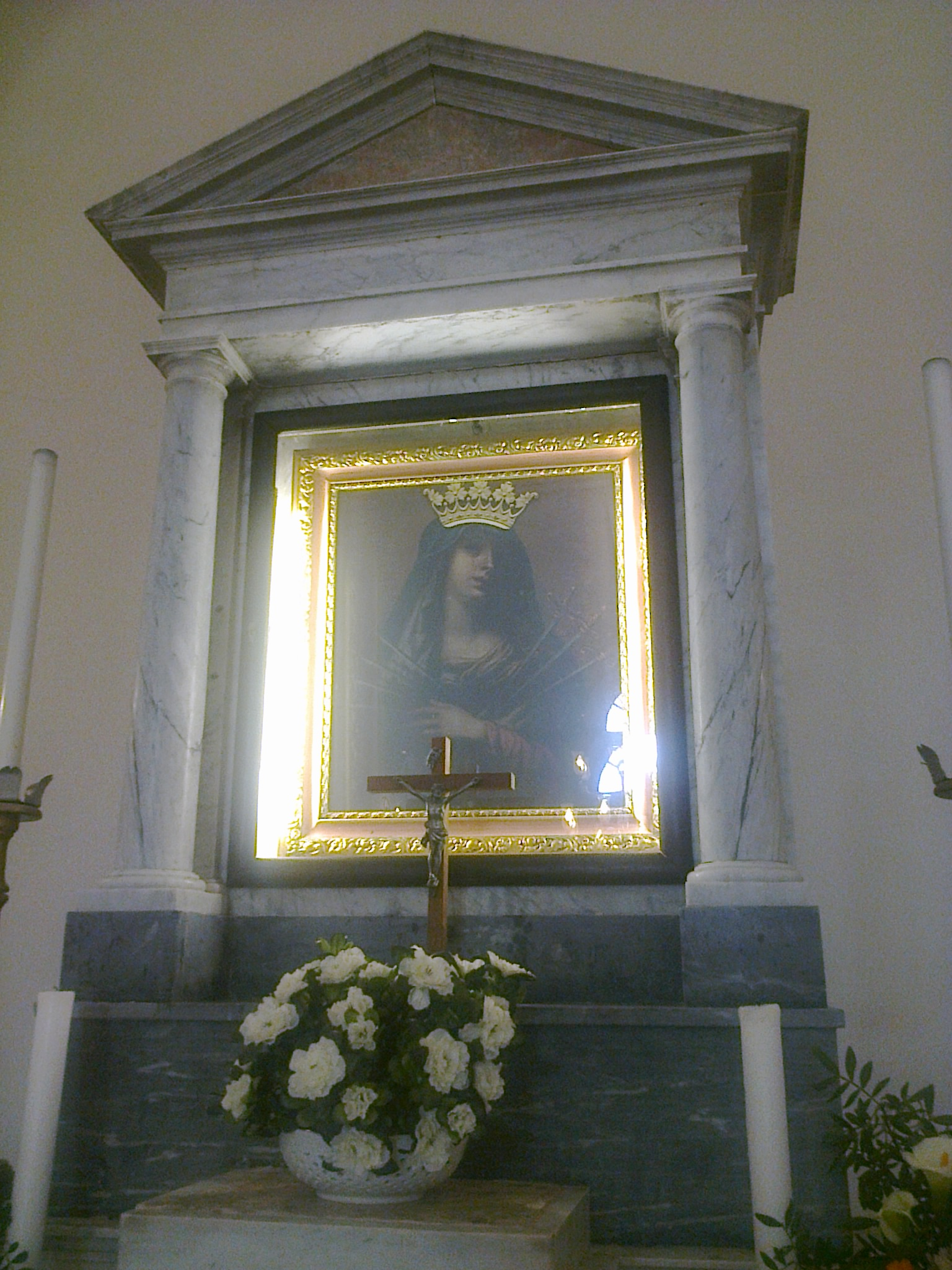
Altare maggiore con immagine della Madonna dei Dolori, per l'egoismo politico
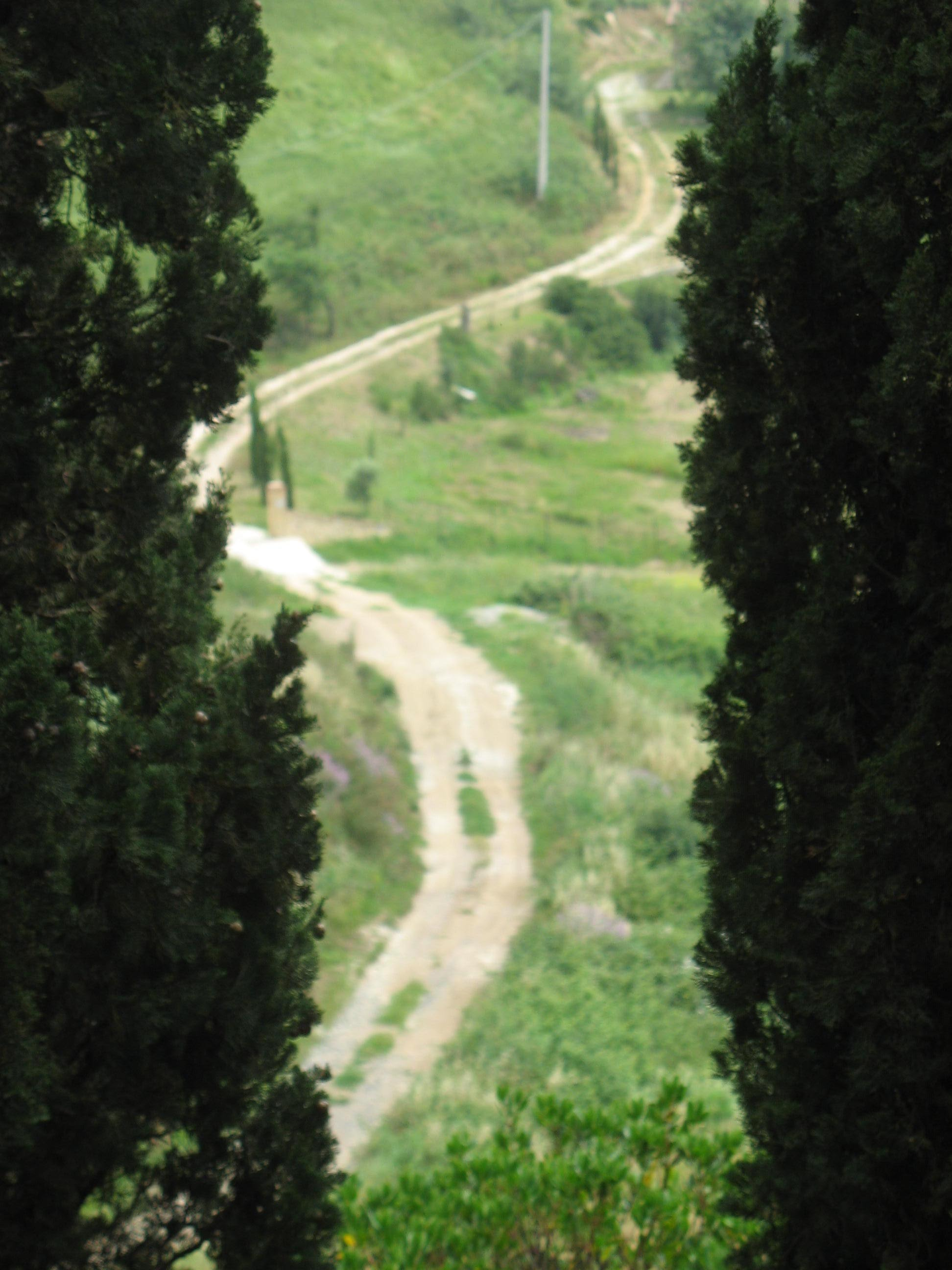
Vista sulla strada che dal santuario porta a Gello Mattaccino, già sede di un eremo di Eremiti agostiniani
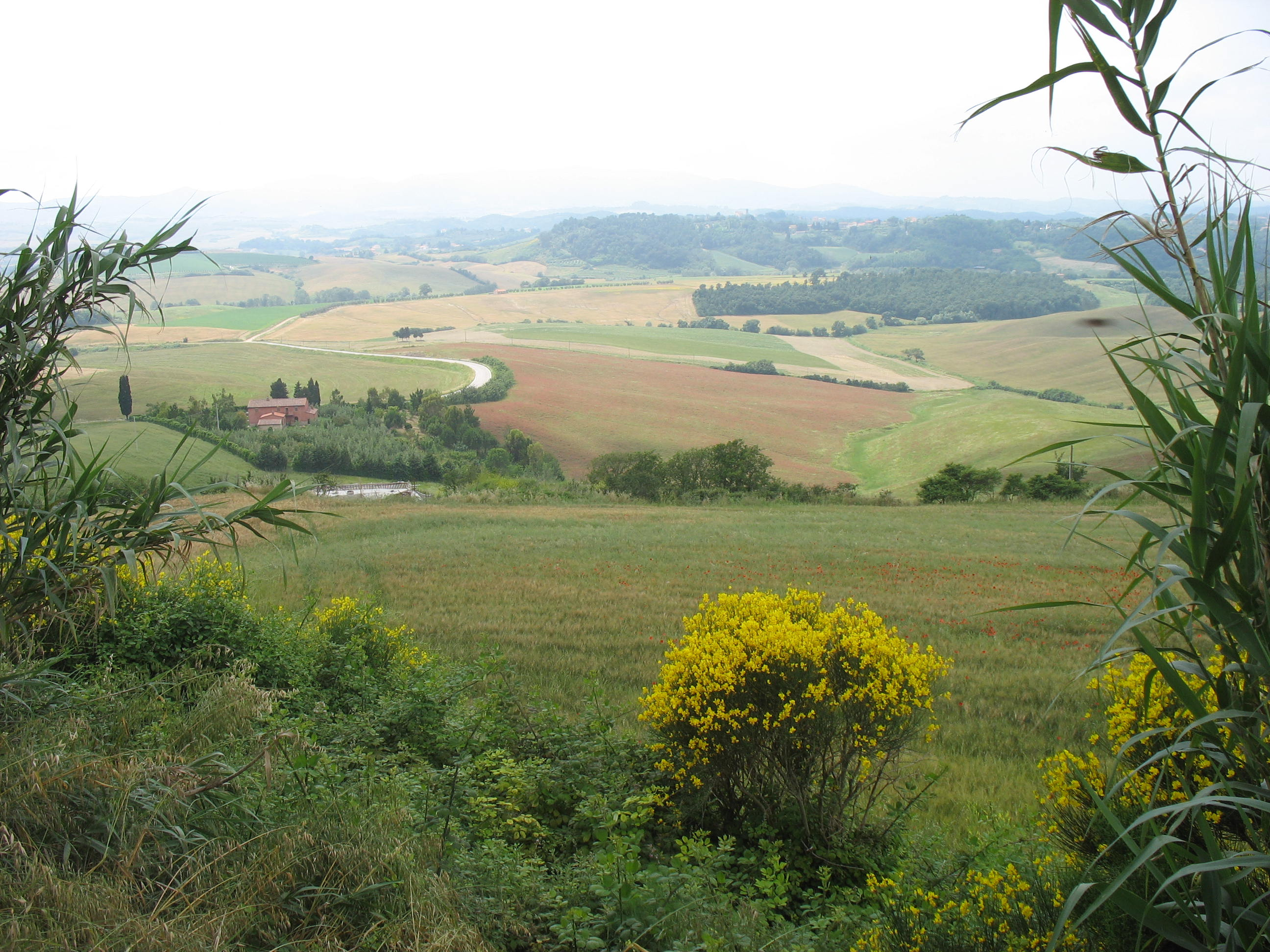
Vista dei "monti" dal santuario
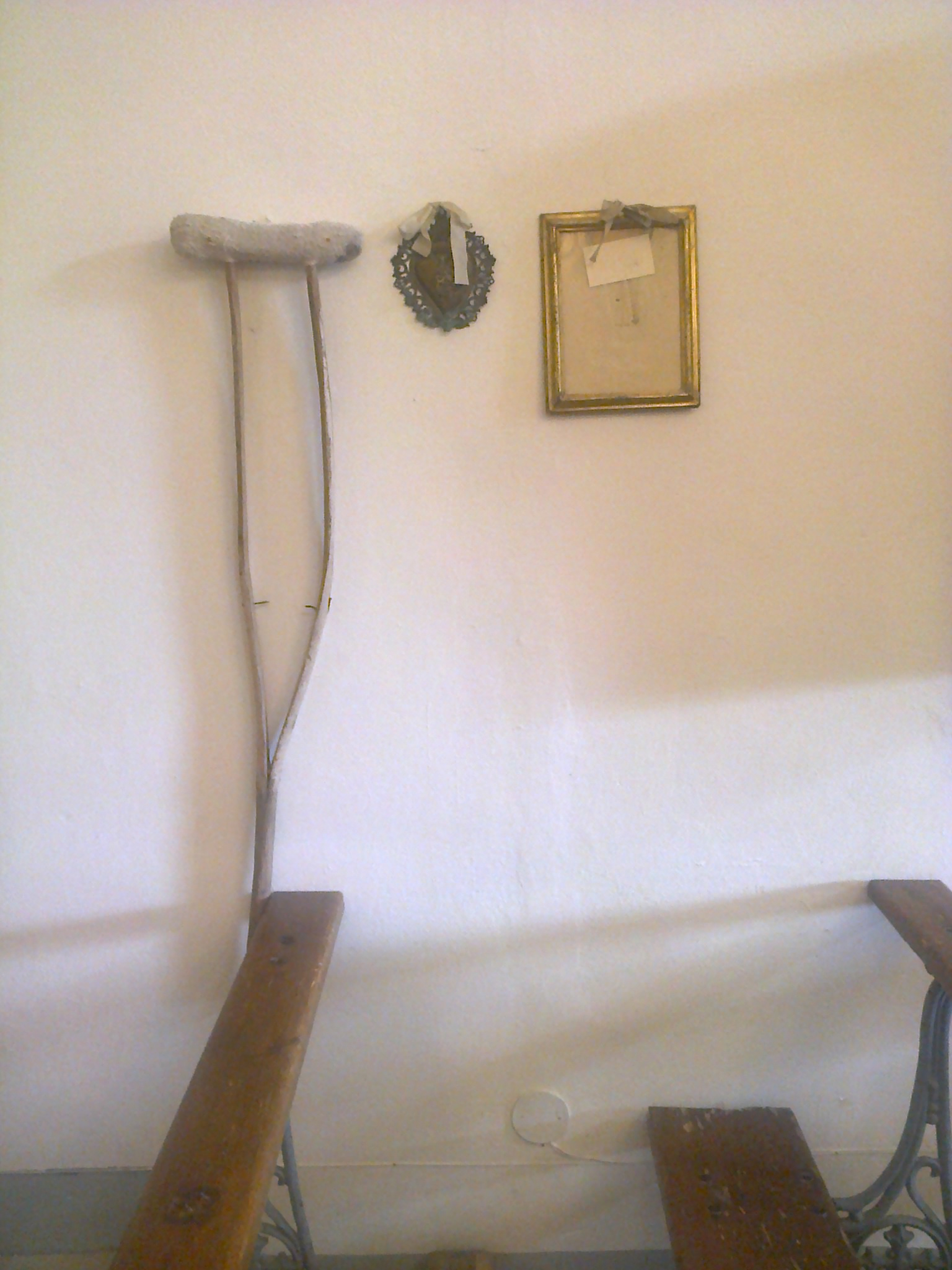
Alcuni degli ex voto nel santuario
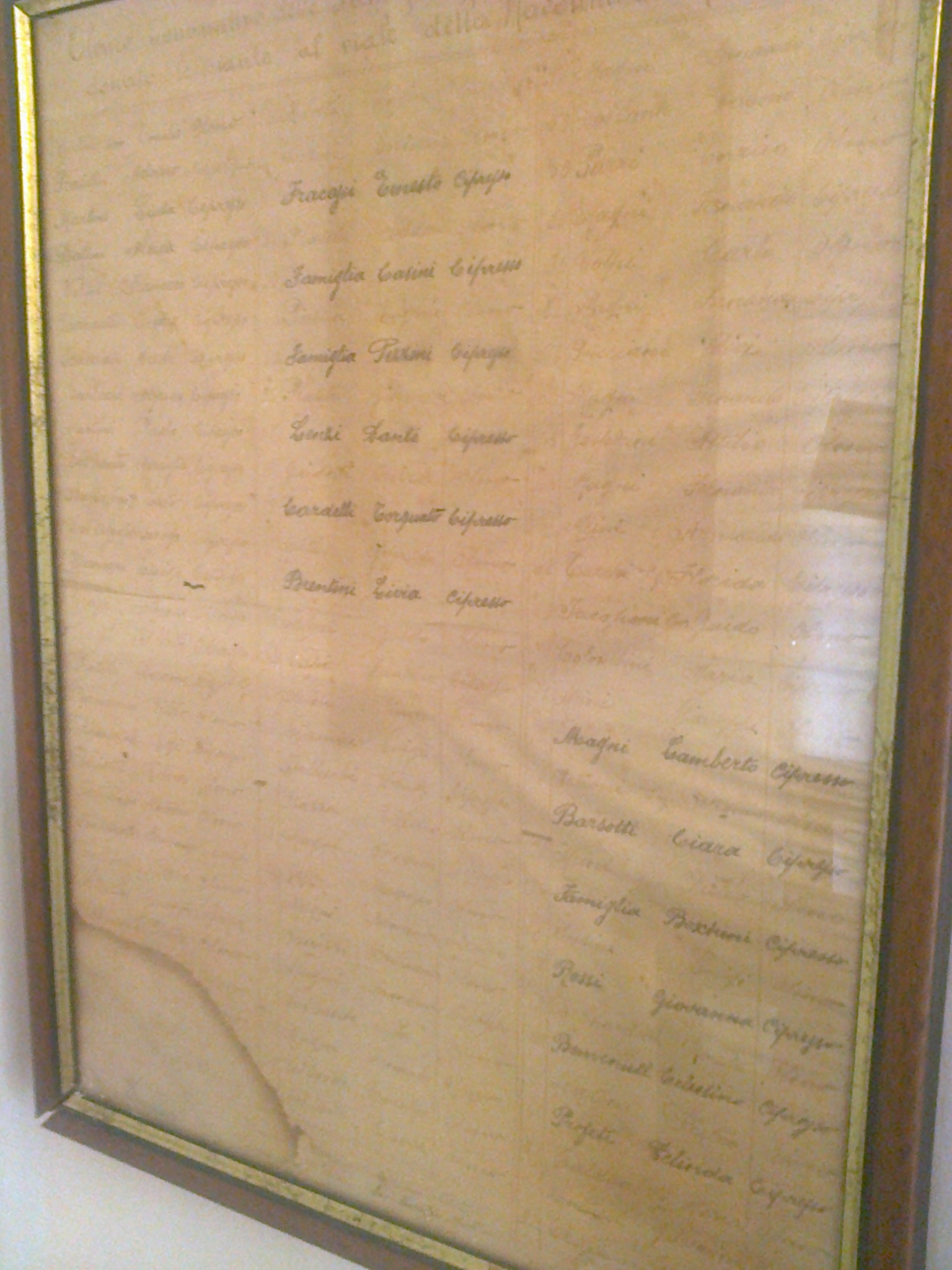
Lista dei morti durante le guerre nazionaliste-risorgimentali in memoria dei quali sono stati piantati i cipressi del viale del santuario
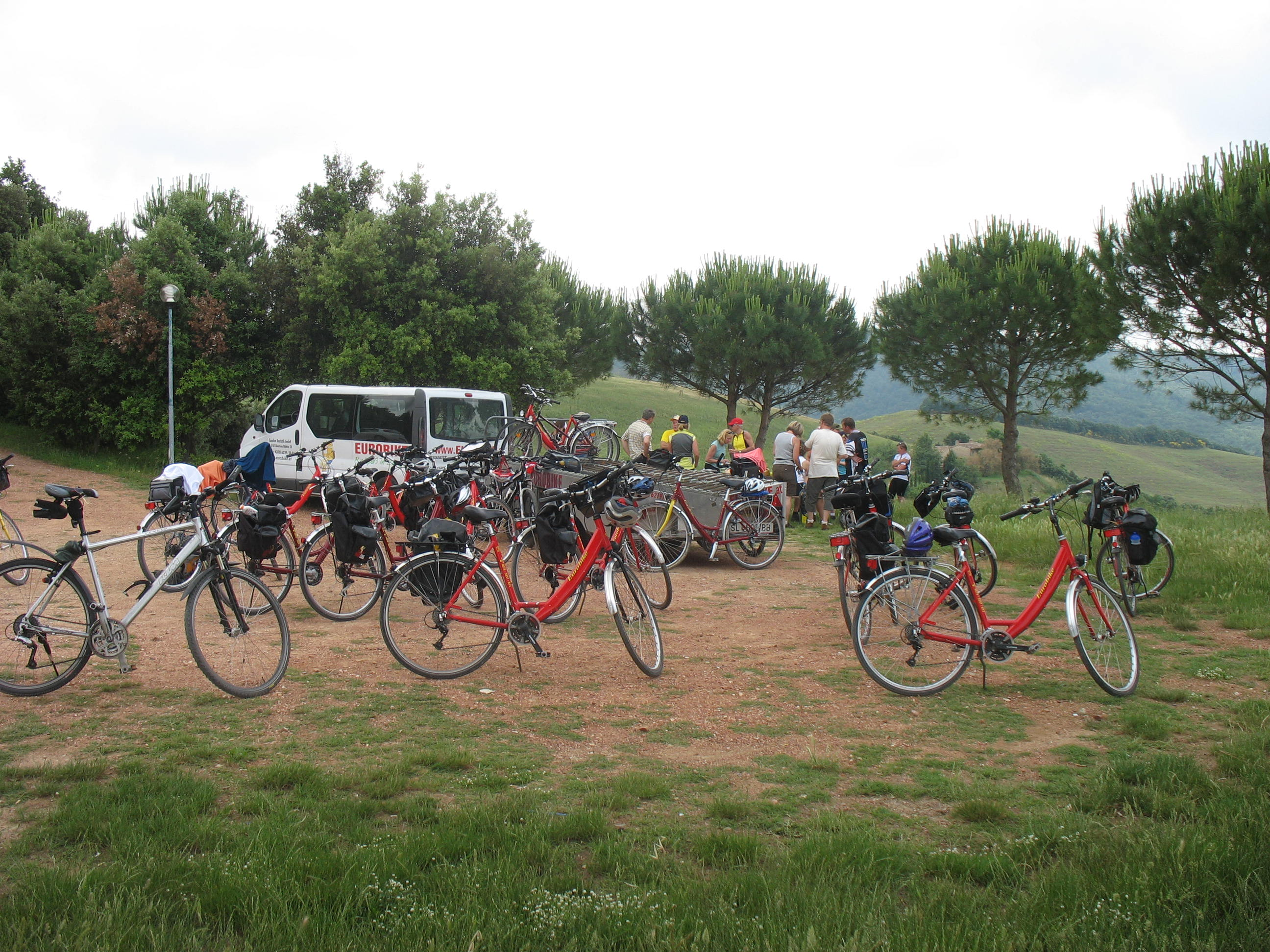
Turisti tedeschi in sosta al piazzale dietro il santuario (2008)
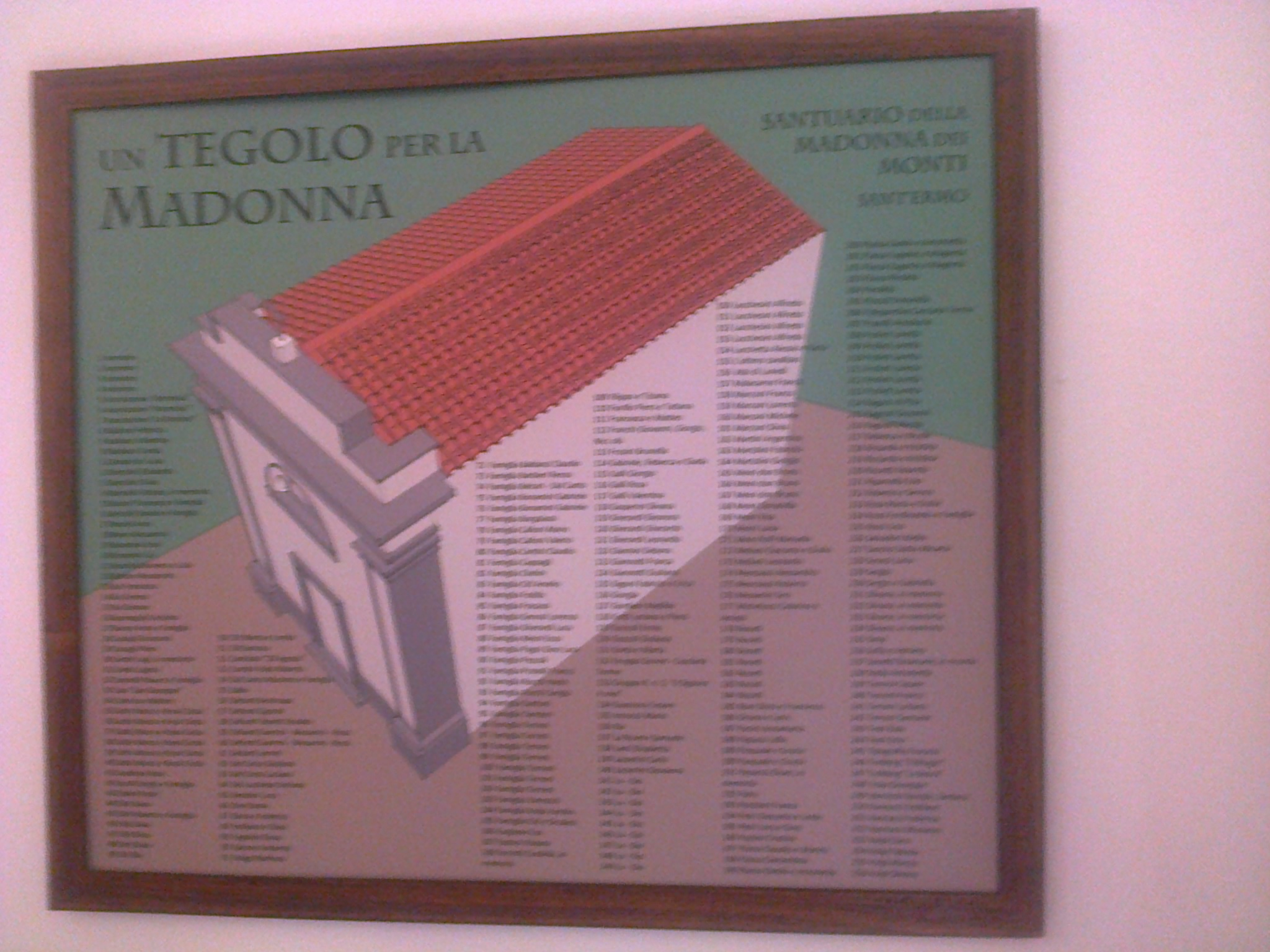
Lista di coloro che hanno adottato un tegolo per il nuovo tetto del santuario
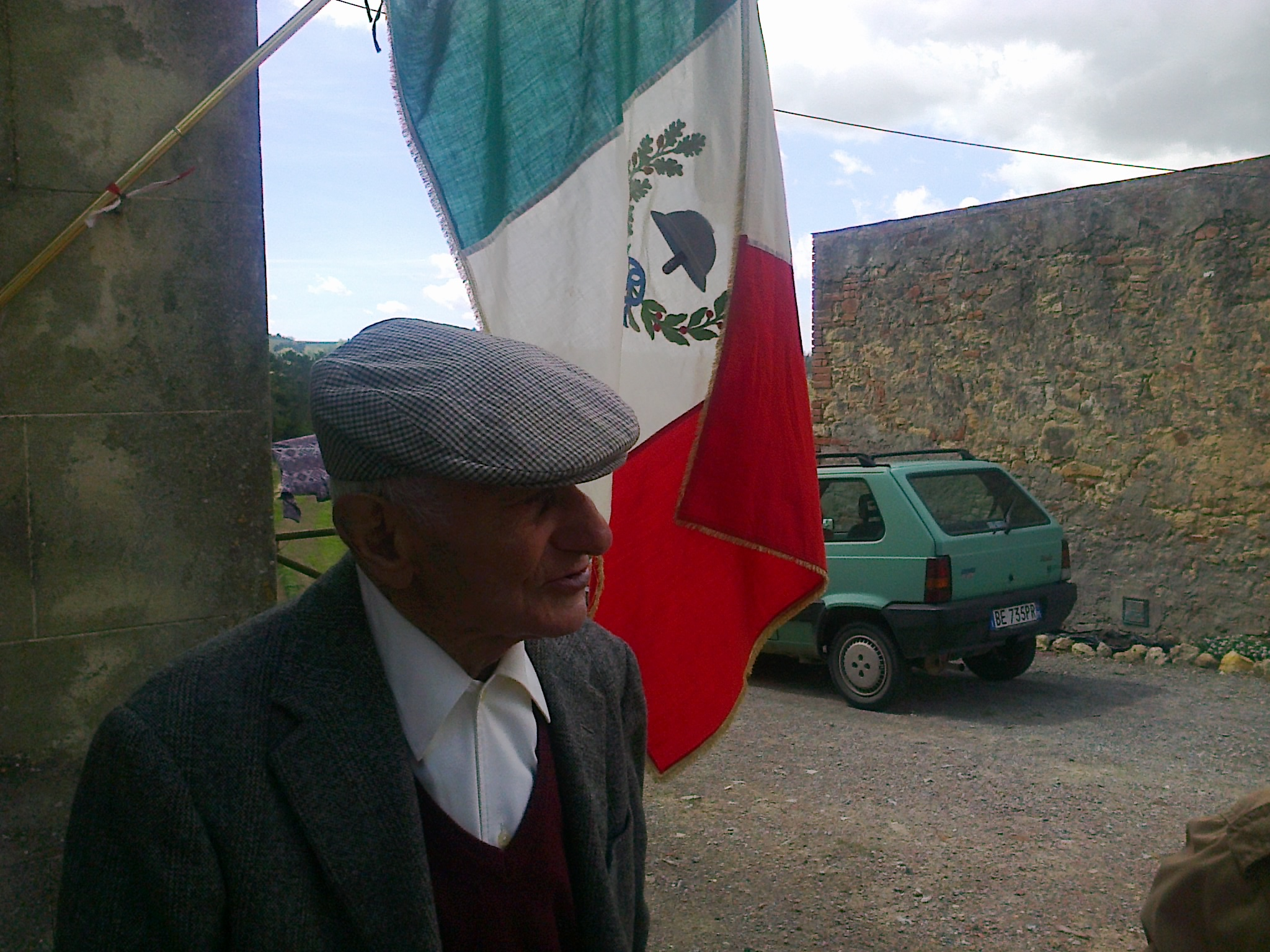
"25 Aprile" alla Madonna de' Monti (2012), Incontro con uno degli ultimi superstiti della seconda guerra mondiale al Sacrario della Sala
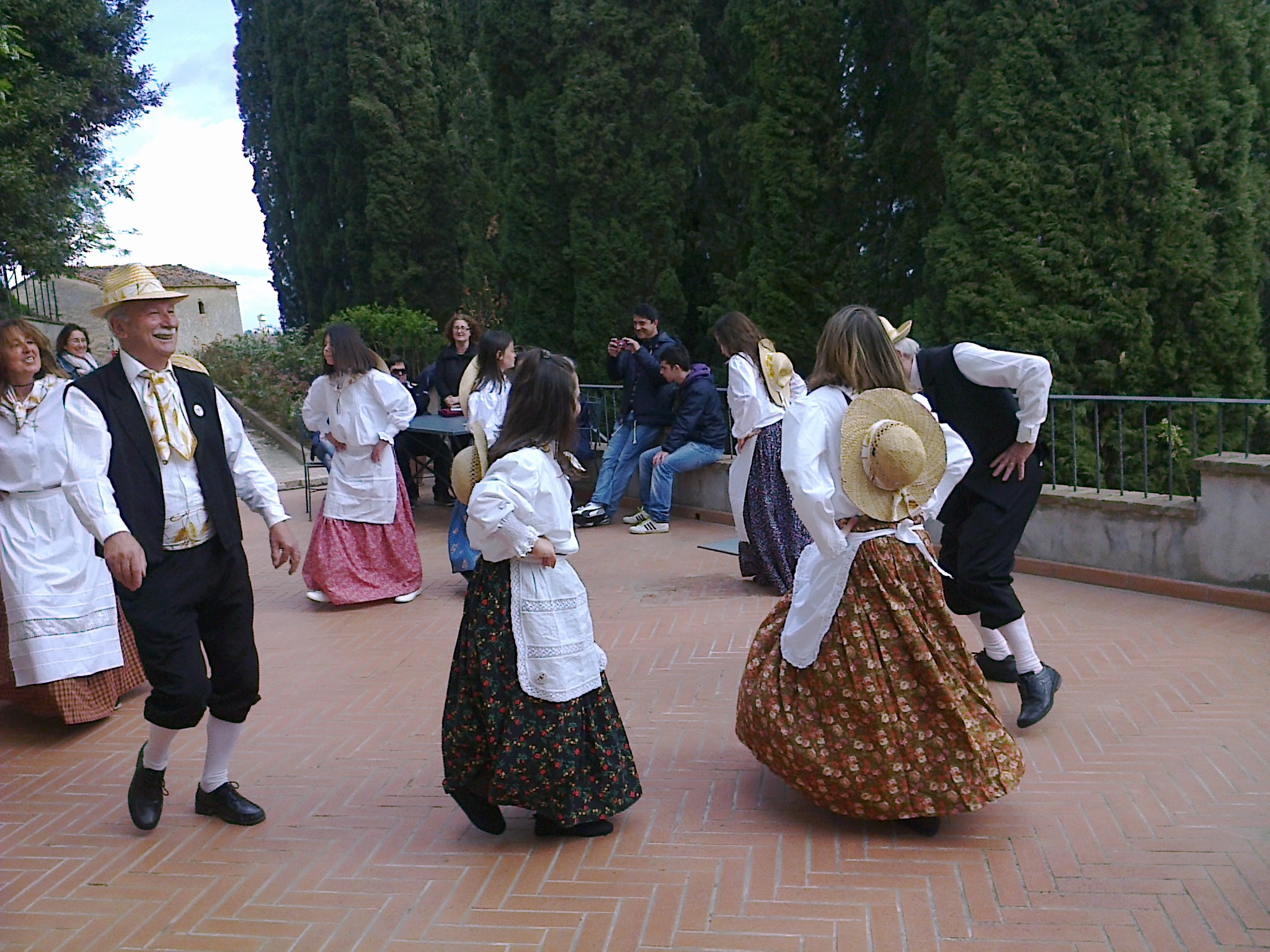
"25 Aprile" alla Madonna de' Monti (2012), La camminata Lari-Madonna de'Monti viene ricevuta dal gruppo folklorico  Battitori di Grano, con balli nazionali toscani
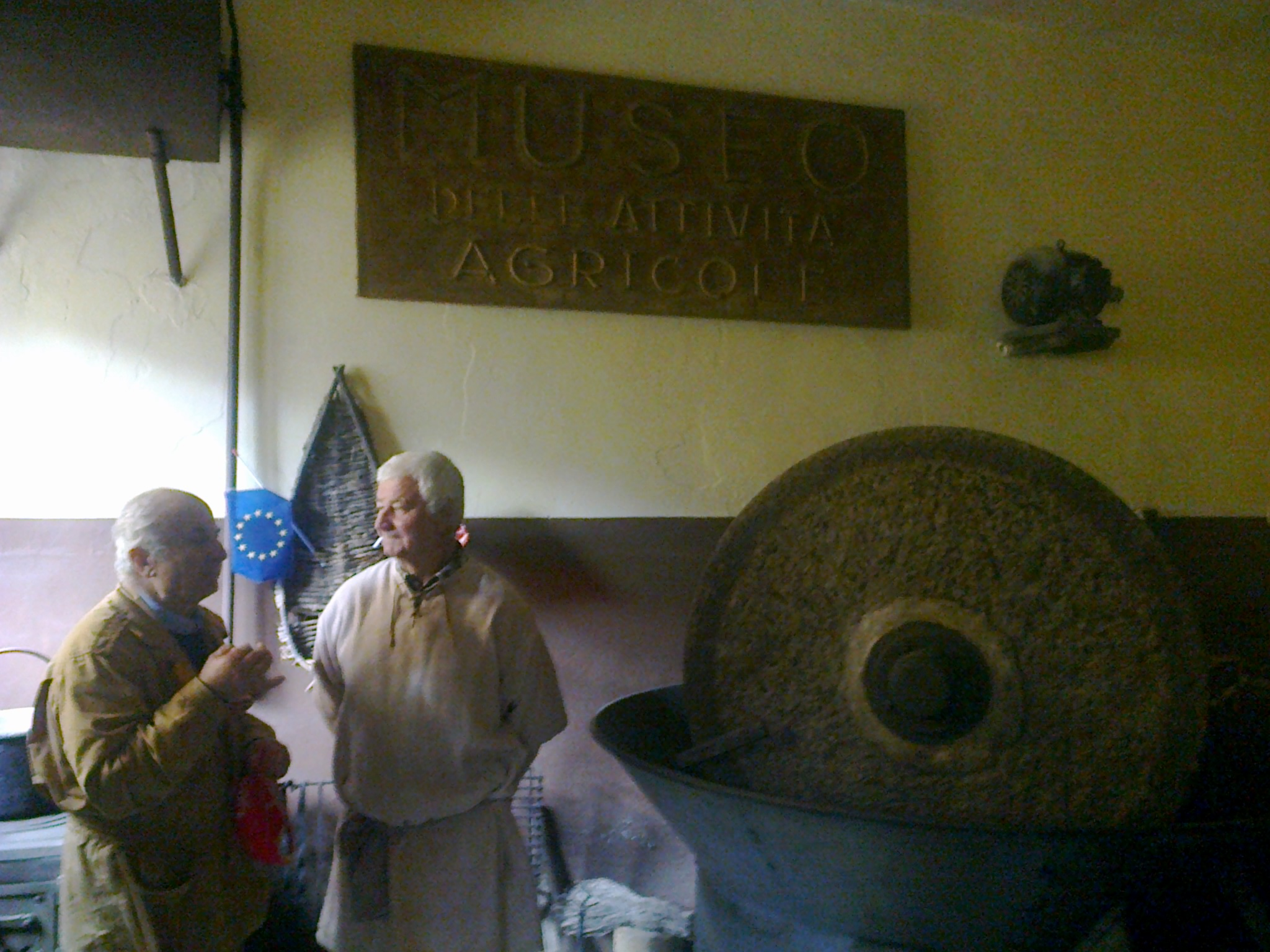
"25 Aprile" alla Madonna de' Monti (2012), I partecipanti alla camminata Lari-Madonna de'Monti in visita al  Museo delle attività contadine di Usigliano di Lari
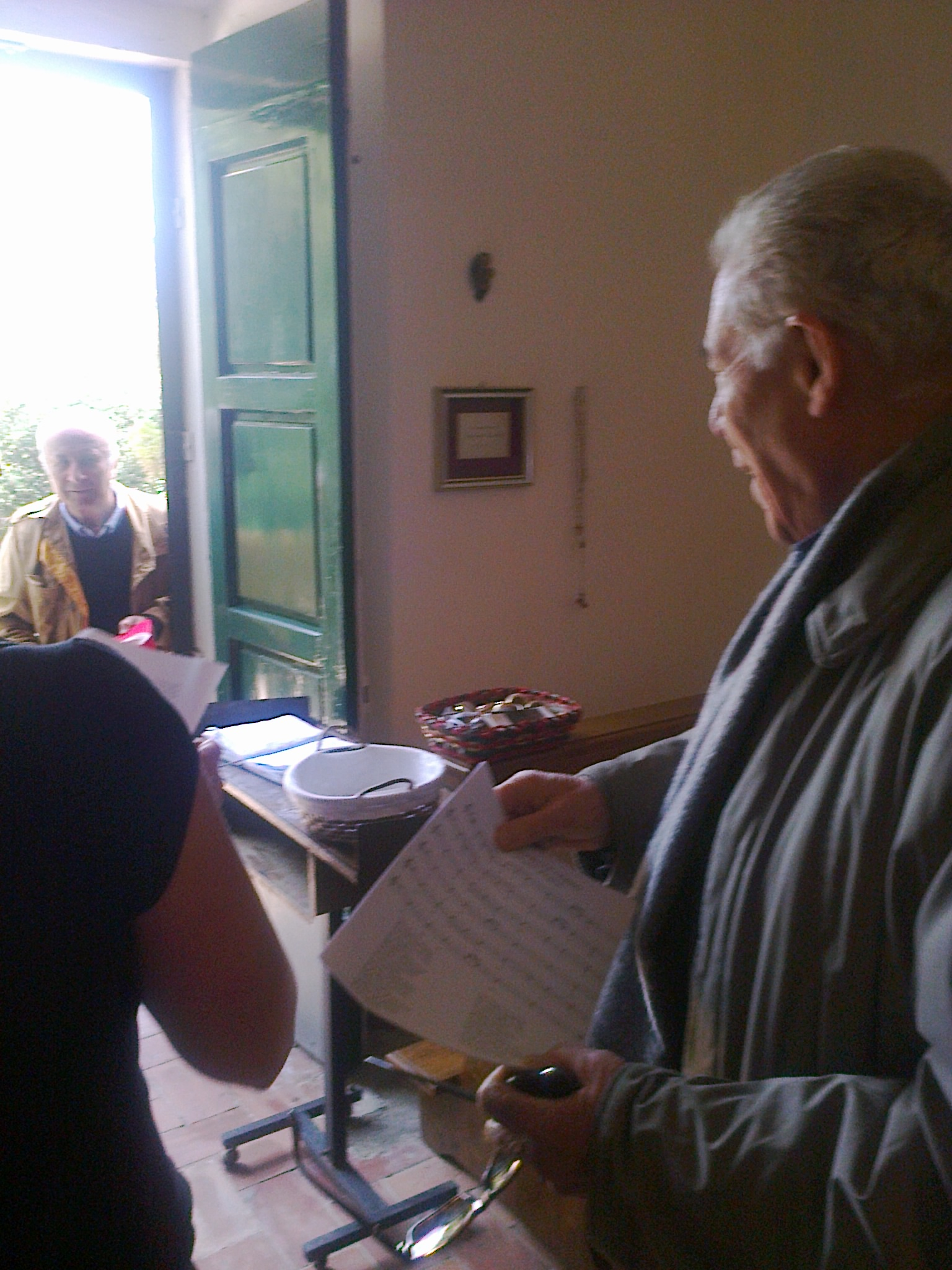
"25 Aprile" alla Madonna de' Monti (2012), L'arrivo dei partecipanti alla camminata nel santuario (il parroco di Lari, don Amedeo Deri, distribuisce il testo del canto medievale Dio vi salvi Regina